# Ol'ga Skabeeva
Ol'ga Vladimirovna Skabeeva (in russo Ольга Владимировна Скабеева?) (Volžskij, 11 dicembre 1984) è una conduttrice televisiva russa, produttrice e personaggio pubblico della Federazione Russa.
Skabeeva è stata soprannominata "la bambola di ferro di Putin TV" per le sue critiche all'opposizione russa. Presentatrice di talk show 60 minuti su Russia-1.

## Biografia
Skabeeva è nata nel 1984 a Volžskij, Volgograd Oblast', Unione Sovietica. Dapprima ha studiato in una scuola privata russo-americana, quindi si è trasferita in una scuola secondaria generale, dalla quale si è diplomata  con lode.
Al decimo anno decise di diventare giornalista. Ha studiato alla Facoltà di Giornalismo dell'Università statale di San Pietroburgo, dove si è laureata con lode nel 2008. La sua carriera giornalistica è iniziata presso un quotidiano locale.
Skabeeva è diventata famosa nel 2012-2013 con la sua copertura del processo Pussy Riot, l'ondata simultanea di manifestazioni antigovernative e le successive indagini penali sulle attività dei sostenitori dell'opposizione russa. I suoi rapporti critici sull'opposizione russa hanno spinto la critica televisiva Irina Petrovskaja  a descriverla come un membro delle "forze operative speciali" della TV di stato russa e il suo tono come "accusatorio".
Nel 2015-2016, Skabeeva ha ospitato il programma dell'autore Vesti.doc sul canale TV Russia-1. Dal 12 settembre 2016, insieme al marito Evgenij Popov, ha condotto il talk show sociale e politico "60 Minut" su Russia-1, presentato come un programma di discussione su argomenti di alto profilo.
Nel 2018, Skabeeva è stata coinvolta nel tentativo di screditare l'indagine britannica sull'avvelenamento di Sergej e Julija Skripal'.  Il suo programma televisivo ha affermato che il caso di avvelenamento di Skripal' era "un elaborato complotto britannico per diffamare la Russia".
Secondo un'indagine della Fondazione anticorruzione (FBK) pubblicata il 29 luglio 2021, Skabeeva e suo marito Evgenij Popov possiedono immobili a Mosca per un valore totale di oltre 300 milioni di rubli (4 milioni di dollari). Un'indagine del 2020 del sito web The Insider ha rilevato che Skabeeva guadagna ufficialmente 12,8 milioni di rubli all'anno, suo marito 12,9 milioni. Le loro uniche fonti di reddito segnalate sono i media statali che detengono la compagnia televisiva e radiofonica statale tutta russa e il suo canale televisivo sussidiario Russia-1.
Skabeeva è stata due volte vincitrice del premio TEFI della televisione russa, ricevendo il riconoscimento nel 2017 e nel 2018.
Ha definito l'invasione russa dell'Ucraina del 2022 uno sforzo "per proteggere le persone nel Donbass da un regime nazista" e ha detto che è stato "senza esagerazione, un evento cruciale nella storia". Il 15 aprile 2022, ha reagito all'affondamento dell'incrociatore russo Moskva da parte delle forze ucraine, dicendo: "Si può tranquillamente affermare che si sta degenerando  nella terza guerra mondiale".

## Vita privata
Nell'aprile 2013 ha sposato il giornalista della compagnia televisiva e radiofonica statale russa Russia-1 Evgenij Popov. Il matrimonio è stato il secondo sia per Popov, che per Skabeeva. Il 14 gennaio 2014 è nato il loro figlio Zachar.